# スコット・パーカー
スコット・マシュー・パーカー（Scott Matthew Parker、1980年10月13日 - ）は、イングランド・ロンドン出身の元サッカー選手、サッカー指導者。現役時代のポジションはミッドフィールダー。元イングランド代表。現在はバーンリーFCの監督を務める。
トッテナム・ホットスパーやフラムに所属していた。2010-11シーズンにはFWA年間最優秀選手に選出された。U-16から、A代表までのすべての年代でイングランド代表としてプレイした経験があり、A代表での初めの4キャップは、すべて異なるクラブに所属していた時に記録している。
パーカーは、粘り強い守備をするセンターハーフの選手として知られている。

## 生い立ち
グレーター・ロンドンのランベス区で生まれ、ニュー・クロス・ゲートにあるハバダッシェリーズ・アスクズ・ハッチャム校で学んだ。子どものころは、トッテナム・ホットスパーのサポーターであった。1994 FIFAワールドカップのオフィシャルスポーンサーを務めたマクドナルドのイギリスでよく知られているCMに出演し、キッピー・アッピーを披露した。リレシャルにあったFAのスクール・オブ・エクセレンス（現在は消滅）を卒業した。

## クラブ経歴

### チャールトン・アスレティック
リレシャルを卒業後、チャールトン・アスレティックと練習生契約を結んだ。1997年8月23日にフットボールリーグ・ディビジョン1のベリー戦で途中出場しデビューを果たすと、その2か月後に初めてクラブとプロ契約を結んだ。将来有望な逸材と見られていたが、その後の2シーズンは満足な出場機会が与えられず、2000年10月31日にノリッジ・シティFCにレンタルで加入することになった。その2か月の間にイングランドU-21代表に選ばれ、トップチームでも数試合の出場機会が与えられた。チャールトンに復帰すると、マーク・キンセラが怪我をしたためすぐにトップチームに呼ばれた。パーカーは怪我をしたキンセラの代わりに試合に出場したが、好プレイを披露し、キンセラが怪我から復帰した後もポジションを譲らなかった。すぐにパーカーはチャールトンの中盤の要の選手となり、粘り強い守備からボールを奪い、素早く前線へボールを運び、数多くのチャンスを作り出した。チャールトンでパーカーは145試合に出場し、10ゴールを決めた。

### チェルシー
2004年1月30日、1000万ポンドの移籍金でチェルシーへ加入しチャールトンを離れることになった。移籍交渉は長引き、当時監督を務めていたアラン・カービシュリーは、チェルシーが興味を示しているとの報道がなされた後のパーカーの練習態度などを非難している。パーカーはクロード・マケレレやフランク・ランパードの代わりを務められる選手として契約をしたが、得意とするポジションで多くの出場機会を与えられなかった。ポーツマス戦でチェルシーでの唯一のゴールを挙げている。2004年3月31日のスウェーデン代表戦のメンバーに選ばれ、2003-04シーズン終了後にはPFA年間最優秀若手選手賞を受賞した。
翌シーズンにクラブはアリエン・ロッベン、ティアゴ・メンデスと契約、2004-05シーズンのパーカーの出場機会はさらに減り、ノリッジ・シティ戦で中足骨を骨折してしまったことも悪く出てしまった。この怪我により、ジョゼ・モウリーニョは夏にパーカーを放出し、イジー・ヤロシークと契約を結ぼうとしているという噂が信憑性を帯びるようになった。

### ニューカッスル・ユナイテッド
2005年6月15日、650万ポンドの移籍金でニューカッスル・ユナイテッドへの移籍が決定した。ニューカッスルのトップチームでレギュラーとしてプレーし、クラブは難しいシーズンを送ったが、パーカー自身はコンスタントに活躍する数少ない選手の一人であった。ニューカッスルはグレアム・スーネス監督の下で低調なスタートを切りながらも7位でシーズンを終えた。2006年3月に伝染性単核球症と診断され、残りのシーズンを欠場することになった。この病気により2006 FIFAワールドカップのメンバーに選出されるという目標は潰えることになった。
2006年にグレン・ローダーによりニューカッスルのキャプテンに指名された。2006年8月19日のウィガン・アスレティックとの開幕戦でキャプテンとしての初ゴールを決めた。チーム自体のパフォーマンスは決して良くなかったが、9月29日には2年ぶりにイングランド代表メンバーに選出された。パーカーは好調を維持し、クラブのインタートトカップ優勝へ貢献しUEFAカップに出場した。

### ウェストハム・ユナイテッド

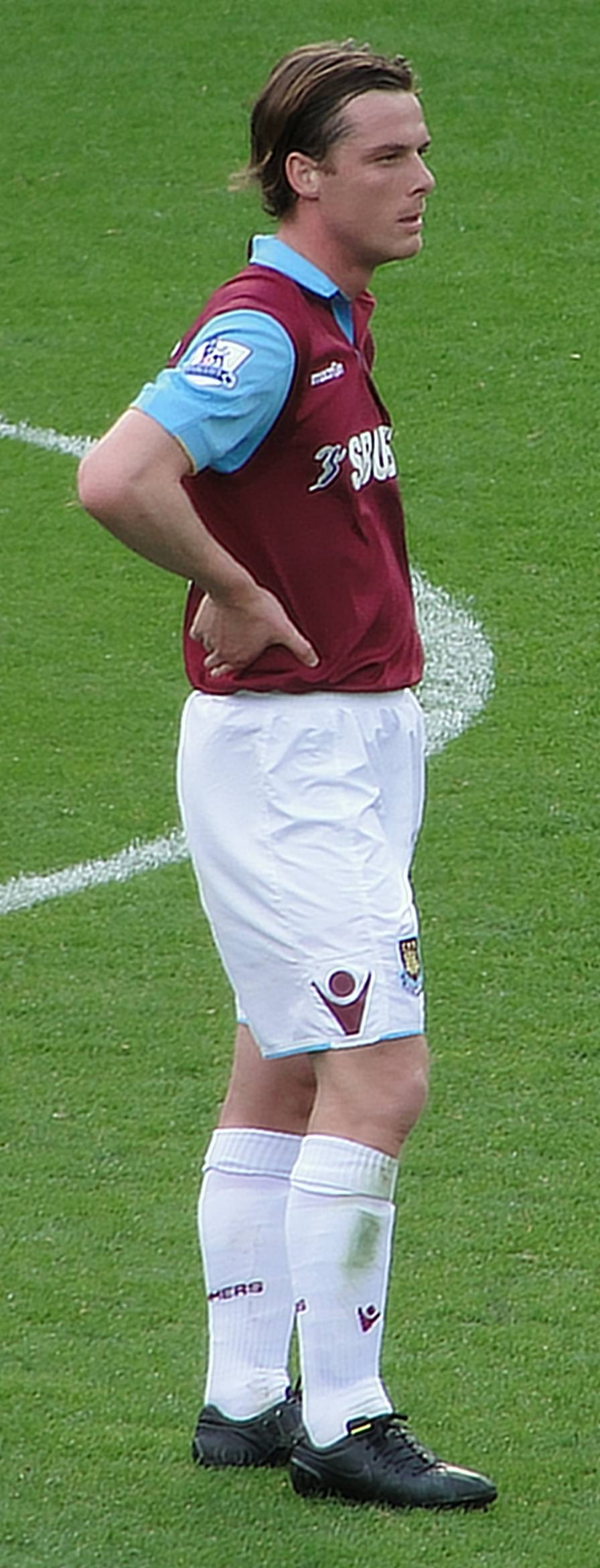
ウェストハム・ユナイテッドでプレイするパーカー

2007年6月6日、700万ポンドの移籍金でウェストハム・ユナイテッドへの移籍が発表された。怪我のためにウェストハムでのデビューは2007年9月28日に行われたリーグカップのプリマス・アーガイル戦まで待たなければならなかった。リーグデビューとなったのは、9月29日のアーセナル戦であったが、怪我のためにハイデン・ムリンズとハーフタイムで交代している。2007年12月22日のミドルズブラ戦でウェストハムでの初ゴールを決めた。
2009年5月24日、クラブのサポーター投票による2008-09シーズンの年間最優秀選手に選ばれ、2010年5月4日にはジュリアン・ディックス以来となる2シーズン連続でウェストハムの最優秀選手に選出された。
2010年にはトッテナム・ホットスパー、アストン・ヴィラが獲得に興味を示したが、クラブのチェアマンであるデイヴィッド・サリヴァンはいかなるクラブからどのようなオファーが届いても決して放出はしないと述べた。その後クラブと新たな5年契約を結び、ウェストハムのクラブ史上で最も高給取りの選手となった。
2010-11シーズンは最初の6試合で3ゴールを挙げるスタートを切り、ここ2、3年の間ですべてのイングランド人の中盤の選手の中でも最もコンスタントな活躍をしている選手であると広く考えられるようになった。イングランドのサポーターや監督であったアヴラム・グラントからはイングランド代表に招集し、レギュラーとして起用するべきだという声が上がるようになった。カールトン・コールは2011年2月12日に行われたウェスト・ブロムウィッチ・アルビオンFC戦で0-3とリードされて迎えたハーフタイムに行ったパーカーの激励を賞賛し、「もしあなたがあの場所にいたらきっと涙していただろう。」と話した。その試合では後半にウェストハムが3ゴールを挙げ3-3で引き分けた。ブラックプール戦やリヴァプールFC戦での活躍が評価され、2011年2月の月間最優秀選手に選ばれた。
イングランド代表にも呼ばれウェストハムで活躍を続けたパーカーはPFA年間最優秀選手賞にノミネートされたものの受賞は逃したが、FWA年間最優秀選手賞を受賞した。
2011-12シーズンはチャンピンオンシップで開幕を迎え、2011年8月16日に行われたワトフォード戦でシーズン初ゴールを挙げた。
トッテナムへの移籍が噂される中、プレミアリーグでのプレイを希望するパーカーはオーナーであるデイヴィッド・ゴールドにトランスファー・リクエストを提出し、「僕はウェストハムで素晴らしい4年間を過ごした。ファンやクラブに関係するすべての人たちから受けたサポートは絶対に忘れない。監督は僕を熱心に残留するよう説得をしてくれたけれど、イングランド代表に選出されている今はプレミアリーグでのプレイを必要としている。ファンの人たちが僕の決断を理解し、尊重してくれることを望んでいる。昇格を目指すクラブの成功を祈っている。」と話した。

### トッテナム・ホットスパー
2011年8月31日にウェストハム・ユナイテッドとトッテナム・ホットスパーの両クラブは、パーカーがウェストハムからトッテナムへ完全移籍で加入することを明らかにした。移籍金は550万ポンドとされている。2009年9月10日に行われたウォルヴァーハンプトン・ワンダラーズ戦でトッテナムでのデビューを果たし、同じくデビューとなったエマニュエル・アデバヨールのゴールをアシストした。パーカー加入後の4試合スパーズは全勝であった。シーズン終了後にはクラブの最優秀選手の候補に選ばれた。2012-13シーズンは怪我により2012年12月16日に行われた試合まで欠場を余儀なくされた。

### フラム

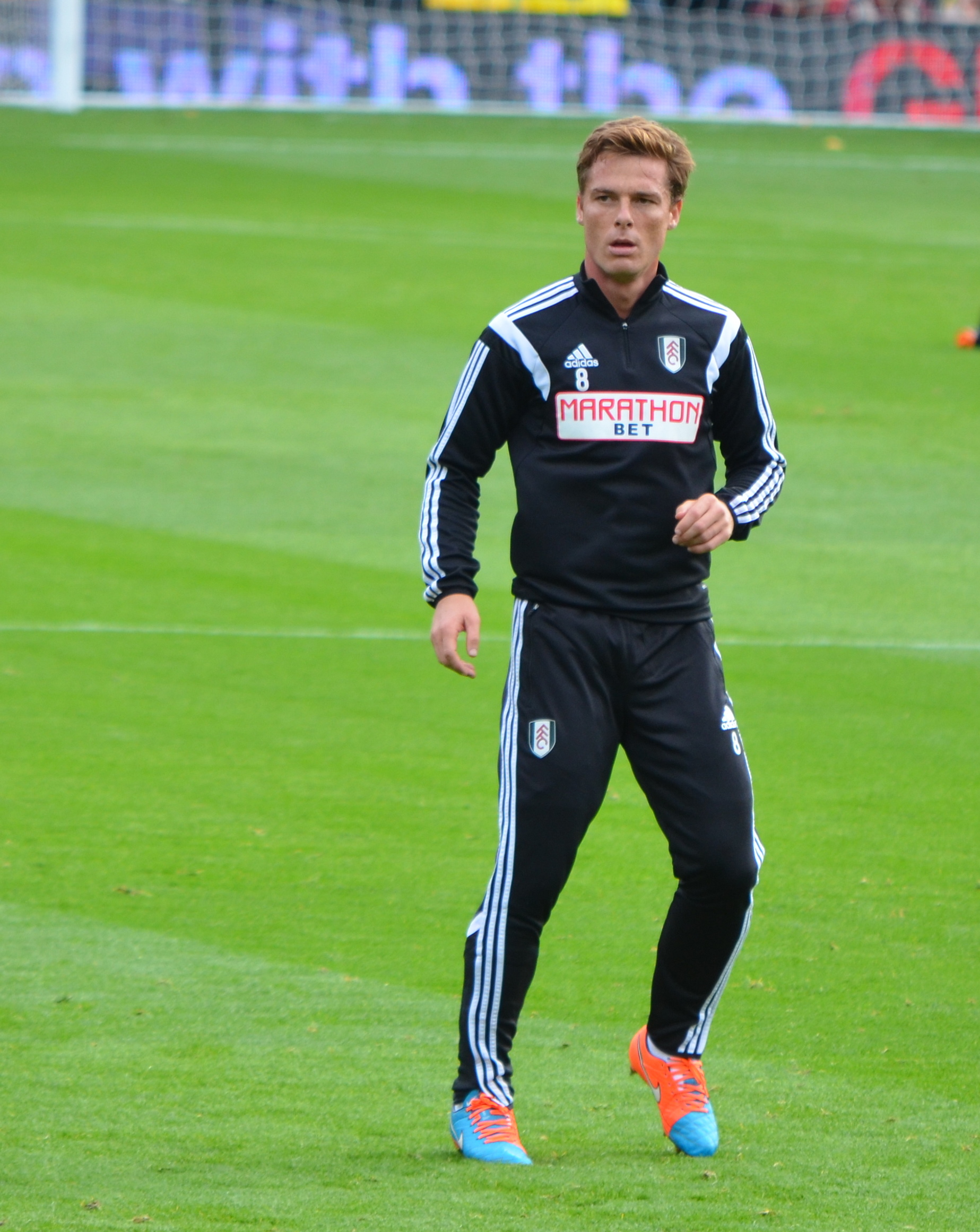
2014年10月、ノリッジ・シティ戦前のパーカー

2013年8月19日、ハリー・レドナップが監督を務めるクイーンズ・パーク・レンジャーズも獲得に動いていたが、3年契約でフラムへの移籍が決定した。2017年6月28日に現役引退を発表した。

## 代表経歴

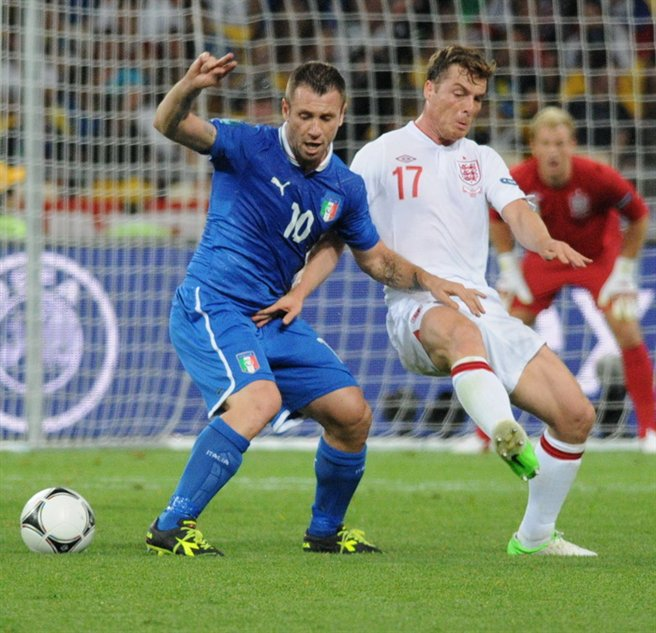
EURO2012のイタリア代表戦でのパーカー（右）

U-15からすべての年代でイングランド代表に選ばれており、U-21イングランド代表では11キャップを記録している。
A代表デビューは、2003年11月16日に行われ、3-2で勝利したデンマーク代表戦である。その試合でウェイン・ルーニーに代わり、66分から交代で出場している。
スターティングメンバーとして出場したのは、UEFA EURO 2008予選のクロアチア代表戦である。その試合では、パーカーの動きはスティーヴン・ジェラードやフランク・ランパードなどの攻撃的な選手が空けたスペースを埋めることとフォローすることに制限された。スティーブ・マクラーレンは特に、相手のウイングの選手をマークし、ガリー・ネヴィルとアシュリー・コールのサポートをすることを求めた。
2010年5月11日、ファビオ・カペッロが2010 FIFAワールドカップに向けて招集した30名の候補メンバーに含まれたが、大会に臨む23名の最終メンバーからは外れた。
2011年2月9日に行われたデンマーク代表戦に後半からフランク・ランパードと交代で出場し、4つの異なるクラブで4つのキャップを記録した初めてのイングランドの選手となった。11月11日に行われたスペインとの親善試合ではカペッロに「信じられないパフォーマンスだった」と称賛される働きで勝利に貢献した。
2012年2月29日のオランダとの親善試合では初めてキャプテンを務めた。これはジョン・テリーが人種差別発言でキャプテンを剥奪され、カペッロも監督を辞任したことに伴う暫定的な処置であった。
ロイ・ホジソン監督よりEURO 2012のメンバーに選ばれ、イングランド代表の4試合すべてにスターティングメンバーとして出場した。

## 現役引退後
2017年6月30日、古巣トッテナムのU-18チームのコーチおよびクラブアンバサダーに就任した。2018年7月、トッテナムを退団し、古巣フラムのトップチームのコーチに就任した。クラウディオ・ラニエリ監督の解任に伴い、2019年2月28日に監督へと昇格。プレミアリーグ残留に導けなかったが、2019-20シーズンも引き続き指揮を執った。リーグ戦こそ4位に終わったものの、昇格プレーオフを制してわずか1年でプレミアリーグ復帰を果たした。2020-21シーズンまで指揮を執った。
2021年6月29日、AFCボーンマスの監督に就任した。契約期間は2024年6月30日までの3年間。フラムに次ぐ2位でプレミア自動昇格を果たした。しかし、2022-23シーズンは開幕のアストン・ヴィラFC戦こそ勝利したものの、“ビッグ6”との3連戦で3連敗・16失点と悪い流れを止められず。直近のリヴァプールFC戦では0-9の惨敗を喫したことが引き金となり、2022年8月30日に解任となった。
同年12月31日、ベルギー・ジュピラー・プロリーグのクラブ・ブルッヘの監督に就任。公式戦12試合を指揮を執ったものの、わずか2勝（6分け4敗）にとどまり、リーグ戦の順位は4位のままではあるものの、首位KRCヘンクとの勝ち点差は「21」と広がり、さらに、UEFAチャンピオンズリーグ 2022-23決勝トーナメント1回戦ではSLベンフィカに2試合合計1-7で敗れたことで2023年3月8日に解任となった。
2024年7月5日、バーンリーFCの監督に就任した。シーズン序盤から好調を維持し、第13節までに2敗を喫したものの、以降3位以上をキープして、2試合を残して2位以上を確定させ、わずか1年でのプレミアリーグ昇格を決めた。

## 私生活
15年以上の交際を経てボーンマスに所属するハリー・アーターの兄弟であるカーリーと結婚したため、アーターとは義理の兄弟の関係にある。パーカーには4人の子どもがいる。

## 個人成績
| 所属クラブ                   | シーズン     | 背番号       | 所属リーグ         | リーグ | リーグ | FAカップ | FAカップ | リーグ杯 | リーグ杯 | UEFA主催 | UEFA主催 | インタートト杯 | インタートト杯 | 期間通算 | 期間通算 |
| 所属クラブ                   | シーズン     | 背番号       | 所属リーグ         | 出場   | 得点   | 出場     | 得点     | 出場     | 得点     | 出場     | 得点     | 出場           | 得点           | 出場     | 得点     |
| ---------------------------- | ------------ | ------------ | ------------------ | ------ | ------ | -------- | -------- | -------- | -------- | -------- | -------- | -------------- | -------------- | -------- | -------- |
| チャールトン・アスレティック | 1997-98      |              | ディビジョン1      | 3      | 0      | 1        | 0        | 0        | 0        | —        | —        | —              | —              | 4        | 0        |
| チャールトン・アスレティック | 1998-99      | 27           | プレミア           | 4      | 0      | 1        | 0        | 1        | 0        | —        | —        | —              | —              | 6        | 0        |
| チャールトン・アスレティック | 1999–00      | 17           | ディビジョン1      | 15     | 1      | 1        | 0        | 2        | 0        | —        | —        | —              | —              | 18       | 1        |
| チャールトン・アスレティック | 2000-01      | 17           | プレミア           | 20     | 1      | 3        | 0        | 2        | 0        | —        | —        | —              | —              | 25       | 1        |
| チャールトン・アスレティック | 2001-02      | 17           | プレミア           | 38     | 1      | 0        | 0        | 3        | 0        | —        | —        | —              | —              | 41       | 1        |
| チャールトン・アスレティック | 2002-03      | 7            | プレミア           | 28     | 4      | 1        | 0        | 0        | 0        | —        | —        | —              | —              | 29       | 4        |
| チャールトン・アスレティック | 2003-04      | 7            | プレミア           | 20     | 2      | 0        | 0        | 2        | 1        | —        | —        | —              | —              | 22       | 3        |
| チャールトン・アスレティック | クラブ通算   | クラブ通算   | クラブ通算         | 128    | 9      | 7        | 0        | 10       | 1        | —        | —        | —              | —              | 145      | 10       |
| ノリッチ・シティ (loan)      | 2000-01      |              | ディビジョン1      | 6      | 1      | —        | —        | —        | —        | —        | —        | —              | —              | 6        | 1        |
| チェルシー                   | 2003-04      | 19           | プレミア           | 11     | 1      | 1        | 0        | 0        | 0        | 5        | 0        | —              | —              | 17       | 1        |
| チェルシー                   | 2004-05      | 19           | プレミア           | 4      | 0      | 0        | 0        | 3        | 0        | 4        | 0        | —              | —              | 11       | 0        |
| チェルシー                   | クラブ通算   | クラブ通算   | クラブ通算         | 15     | 1      | 1        | 0        | 3        | 0        | 9        | 0        | —              | —              | 28       | 1        |
| ニューカッスル・ユナイテッド | 2005-06      | 17           | プレミア           | 26     | 1      | 3        | 1        | 2        | 0        | —        | —        | 1              | 0              | 32       | 2        |
| ニューカッスル・ユナイテッド | 2006-07      | 17           | プレミア           | 29     | 3      | 0        | 0        | 2        | 1        | 8        | 0        | 2              | 0              | 41       | 4        |
| ニューカッスル・ユナイテッド | クラブ通算   | クラブ通算   | クラブ通算         | 55     | 4      | 3        | 1        | 4        | 1        | 8        | 0        | 3              | 0              | 73       | 6        |
| ウェストハム・ユナイテッド   | 2007-08      | 8            | プレミア           | 18     | 1      | 0        | 0        | 2        | 0        | —        | —        | —              | —              | 20       | 1        |
| ウェストハム・ユナイテッド   | 2008-09      | 8            | プレミア           | 28     | 1      | 3        | 0        | 1        | 0        | —        | —        | —              | —              | 32       | 1        |
| ウェストハム・ユナイテッド   | 2009-10      | 8            | プレミア           | 31     | 2      | 0        | 0        | 2        | 0        | —        | —        | —              | —              | 33       | 2        |
| ウェストハム・ユナイテッド   | 2010-11      | 8            | プレミア           | 32     | 5      | 3        | 0        | 5        | 2        | —        | —        | —              | —              | 40       | 7        |
| ウェストハム・ユナイテッド   | 2011-12      | 8            | チャンピオンシップ | 4      | 1      | 0        | 0        | 0        | 0        | —        | —        | —              | —              | 4        | 1        |
| ウェストハム・ユナイテッド   | クラブ通算   | クラブ通算   | クラブ通算         | 113    | 10     | 6        | 0        | 10       | 2        | —        | —        | —              | —              | 129      | 12       |
| トッテナム・ホットスパー     | 2011-12      | 8            | プレミア           | 29     | 0      | 5        | 0        | 0        | 0        | 0        | 0        | —              | —              | 34       | 0        |
| トッテナム・ホットスパー     | 2012-13      | 8            | プレミア           | 21     | 0      | 2        | 0        | 0        | 0        | 6        | 0        | —              | —              | 29       | 0        |
| トッテナム・ホットスパー     | クラブ通算   | クラブ通算   | クラブ通算         | 50     | 0      | 7        | 0        | 0        | 0        | 6        | 0        | —              | —              | 63       | 0        |
| フラム                       | 2013-14      | 28           | プレミア           | 29     | 2      | 1        | 0        | 2        | 0        | 0        | 0        | —              | —              | 32       | 2        |
| フラム                       | 2014-15      | 8            | チャンピオンシップ | 37     | 3      | 2        | 0        | 2        | 0        | 0        | 0        | —              | —              | 41       | 3        |
| フラム                       | 2015-16      | 8            | チャンピオンシップ | 24     | 1      | 0        | 0        | 0        | 0        | 0        | 0        | —              | —              | 24       | 1        |
| フラム                       | 2016-17      | 8            | チャンピオンシップ | 29     | 0      | 1        | 0        | 1        | 0        | 0        | 0        | —              | —              | 31       | 0        |
| フラム                       | クラブ通算   | クラブ通算   | クラブ通算         | 119    | 6      | 4        | 0        | 5        | 0        | 0        | 0        | —              | —              | 128      | 6        |
| キャリア通算                 | キャリア通算 | キャリア通算 | キャリア通算       | 486    | 31     | 28       | 1        | 32       | 4        | 26       | 0        | 3              | 0              | 572      | 36       |

### 試合数
国際Aマッチ 18試合 0得点（2003年-2013年 ）
| イングランド代表 | 国際Aマッチ | 国際Aマッチ |
| 年               | 出場        | 得点        |
| ---------------- | ----------- | ----------- |
| 2003             | 1           | 0           |
| 2004             | 1           | 0           |
| 2006             | 1           | 0           |
| 2011             | 7           | 0           |
| 2012             | 7           | 0           |
| 2013             | 1           | 0           |
| 通算             | 18          | 0           |

## 監督成績
2022年8月27日現在
| クラブ     | 国               | 就任          | 退任          | 記録 | 記録 | 記録 | 記録 | 記録   |
| クラブ     | 国               | 就任          | 退任          | 試   | 勝   | 分   | 敗   | 勝率   |
| ---------- | ---------------- | ------------- | ------------- | ---- | ---- | ---- | ---- | ------ |
| フラム     | イングランドの旗 | 2019年2月28日 | 2021年6月28日 | 105  | 37   | 25   | 43   | 035.24 |
| ボーンマス | イングランドの旗 | 2021年6月28日 | 2022年8月30日 | 55   | 28   | 14   | 13   | 050.91 |
| 合計       | 合計             | 合計          | 合計          | 160  | 65   | 39   | 56   | 040.63 |

## タイトル

### クラブ
チャールトン・アスレティック
- ディビジョン1：1997-98, 1999-2000

チェルシー
- プレミアリーグ：2004-05
- カーリングカップ：2004-05

ニューカッスル・ユナイテッド
- UEFAインタートトカップ：2006年

### 個人
- PFA年間最優秀若手選手賞：2003-04
- FWA年間最優秀選手賞：2010-11
- チャールトン・アスレティック年間最優秀選手賞：2002-03
- Hammer of the Year（ウェストハム・ユナイテッド年間最優秀選手賞）：2008-09, 2009-10, 2010-11
- プレミアリーグ月間最優秀選手：2011年2月, 2011年11月
- イングランド年間最優秀選手賞：2011年[57]
- PFA年間ベストイレブン：2011-12